# Матюшин, Алексей Александрович
Алексей Александрович Матюшин (14 декабря 1986, Мирный — 4 ноября 2013, Дагестан) — российский военнослужащий, старший лейтенант спецподразделения «Альфа» Центра специального назначения ФСБ.

## Биография
Родился 14 декабря 1986 года в городе Мирный Архангельской области, рано с семьёй перебрался в Калугу. Отец — Александр Алексеевич Матюшин, майор запаса и военный строитель, уроженец Калужской области. Мать, Валентина Мироновна, работает на Архиерейском подворье церкви святых Космы и Дамиана в Калуге. Есть также сестра Наталья.
Алексей с детства занимался в военно-патриотическом клубе при храме святых Космы и Дамиана: в клубе проводились рукопашная, альпинистская и конно-верховая подготовка. Учился до 6-го класса в школе № 4 города Мирный, с 6-го по 9-й классы в калужской гимназии № 9, с 9-го по 11-й классы в приходской общеобразовательной школе № 8, также окончил музыкальную школу по классу гитары. Поступил в 2004 году в Рязанское гвардейское высшее воздушно-десантное командное училище. Входил в сборную по рукопашному бою, неоднократно побеждал на соревнованиях по боксу среди курсантов (категория до 77 кг). По воспоминаниям сослуживцев, во время службы подрался с сержантом срочной службы, который неоднократно избивал курсантов. С 2009 года служил в 5-м отделе управления «А» Центра специального назначения ФСБ России, имел неофициальный позывной «Бурый».
4 ноября 2013 года участвовал в спецоперации в Дагестане против исламских боевиков. Алексей был пулемётчиком, замыкавшим группу с двумя товарищами. Из тыла их атаковали четверо боевиков, один из товарищей был ранен в ногу и руку. Алексей вёл ответный огонь из пулемёта, пока у него не закончились патроны в коробке. Когда он приподнялся для перезарядки для пулемёта, то получил смертельное ранение. Смерть Алексея Матюшина стала 30-й потерей среди личного состава «Альфы», начиная со штурма дворца Амина.
Похоронен 8 ноября 2013 года на Трифоновском кладбище. Оставил жену Кристину Ефремову (венчались 14 сентября 2013 года) и сына (родился уже после смерти Алексея). Указом Президента Российской Федерации от 28 декабря 2013 года посмертно награждён Орденом Мужества. Ныне его имя носит открытый городской турнир по боксу, проходящий ежегодно в Калуге; мемориальные доски установлены на фасадах школы № 4 города Мирный (12 ноября 2014 года) и школы № 8 города Калуги (2016 год). Также его именем был назван новый тренировочный комплекс по инициативе сотрудников группы «А» и кроссфит-сообщества России.